# Hallenmasters Winterthur 2010
Die Hallenmasters 2010 war die fünfte Austragung der Hallenmasters in Winterthur. Gewonnen wurde das Turnier vom FC Luzern, der im Finale vor rund 1'400 Zuschauer den Lokalmatador FC Winterthur mit 2:1 bezwang. Bei den Frauen, dass dieses Mal ein reines NLA-Turnier war, gewann in einem Stadtzürcher Finale der Grasshopper Club Zürich gegen die amtierende Meisterinnen von den FC Zürich Frauen das Turnier.

## Männer

### Teilnehmer
- FC Aarau (Super League)
- FC Luzern (Super League)
- FC Prishtina (Superliga)
- FC St. Gallen (Super League)
- FC Thun (Challenge League)
- FC Winterthur (Challenge League)

### Gruppe A
|               | Ergebnis |               |
| ------------- | -------- | ------------- |
| FC St. Gallen | 4:0      | FC Thun       |
| FC Luzern     | 2:2      | FC St. Gallen |
| FC Luzern     | 3:0      | FC Thun       |

### Gruppe B
|               | Ergebnis |               |
| ------------- | -------- | ------------- |
| FC Prishtina  | 4:3      | FC Winterthur |
| FC Prishtina  | 4:3      | FC Aarau      |
| FC Winterthur | 5:4      | FC Aarau      |

### Halbfinale
|               | Ergebnis |               |
| ------------- | -------- | ------------- |
| FC Winterthur | 3:1      | FC St. Gallen |
| FC Luzern     | 5:2      | FC Prishtina  |

### Finale
|           | Ergebnis |               |
| --------- | -------- | ------------- |
| FC Luzern | 2:1      | FC Winterthur |

### Spiel um Platz 3
|               | Ergebnis  |              |
| ------------- | --------- | ------------ |
| FC St. Gallen | 8:7 n. P. | FC Prishtina |

### Spiel um Platz 5
|          | Ergebnis |         |
| -------- | -------- | ------- |
| FC Aarau | 5:4      | FC Thun |

## Frauen

### Teilnehmer
- SC Kriens (NLA)
- FC Rapperswil-Jona (NLA)
- FC Thun (NLA)
- FC Staad (NLA)
- Grasshopper Club Zürich (NLA)
- FC Zürich Frauen (NLA)

### Gruppe A
|                  | Ergebnis |                    |
| ---------------- | -------- | ------------------ |
| FC Zürich Frauen | 1:1      | FC Rapperswil-Jona |
| FC Staad         | 4:4      | FC Zürich Frauen   |
| FC Staad         | 2:1      | FC Rapperswil-Jona |

### Gruppe B
|                          | Ergebnis |           |
| ------------------------ | -------- | --------- |
| Grasshoppers Club Zürich | 3:3      | SC Kriens |
| Grasshoppers Club Zürich | 4:1      | FC Thun   |
| SC Kriens                | 6:3      | FC Thun   |

### Halbfinale
|                          | Ergebnis  |           |
| ------------------------ | --------- | --------- |
| Grasshoppers Club Zürich | 4:3 n. P. | FC Staad  |
| FC Zürich Frauen         | 4:2       | SC Kriens |

### Finale
|                          | Ergebnis |                  |
| ------------------------ | -------- | ---------------- |
| Grasshoppers Club Zürich | 2:1      | FC Zürich Frauen |

### Spiel um Platz 3
|           | Ergebnis  |          |
| --------- | --------- | -------- |
| SC Kriens | 4:3 n. P. | FC Staad |

### Spiel um Platz 5
|                    | Ergebnis |         |
| ------------------ | -------- | ------- |
| FC Rapperswil-Jona | 2:1      | FC Thun |

## Übrige Turniere
- Das Regionalmasters-Finale konnte der FC Uster den FC Kosova mit 6:4 nach Penaltyschiessen schlagen.
- Das Seniormasters konnte zum fünften Mal vom Team Puls Sport gewonnen werden, die die Senioren des FC Wülflingen im Finale mit 6:0 bezwangen